# ماريا زيمانوفسكا
ماريا زيمانوفسكا (بالإنجليزية: Maria Szymanowska) (مولودة باسم ماريانا أغاتا فولوسكا في وارسو) (14 ديسمبر عام 1789 - 25 يوليو عام 1831، في سانت بطرسبرغ، روسيا) ملحنة بولندية وواحدة من أولى عازفات البيانو المتميزات في القرن التاسع عشر. قامت بجولة واسعة في جميع أنحاء أوروبا، خاصة في فترة عشرينيات القرن التاسع عشر، قبل أن تستقر بشكل دائم في سان بطرسبرغ. في العاصمة الإمبراطورية الروسية، ألّفت وقدمت حفلات موسيقية للمحكمة إلى جانب تدريسها الموسيقى وإدارتها صالونًا أدبيًا متميزًا.
تجسد في مؤلفاتها – المتمثلة إلى حد كبير قي مقطوعات البيانو والأغاني وأعمال الحجرة الصغيرة الأخرى، بالإضافة إلى أولى حفلات البيانو والحفلات الليلية في بولندا - الأسلوب اللامع للعصر الذي سبق فريدريك شوبان. تزوجت ابنتها سيلينا زيمانوفسكا من الشاعر الرومانسي البولندي آدم ميتسكيفيتش.

## العروض
بدأت مسيرتها المهنية في العزف على البيانو في عام 1815، وذلك من خلال إقامة عروض في إنجلترا في عام 1818 وجولة في أوروبا الغربية بين عامي 1823-1826، بما في ذلك العروض العامة والخاصة في ألمانيا وفرنسا وإنجلترا (ضمن مناسبات مختلفة) وأيضًا إيطاليا وبلجيكا وهولندا. قُدمت عددًا من هذه العروض بشكل فردي داخل البلاط المَلَكي؛ كان هذا في إنجلترا فقط خلال عام 1824 حيث تضمن جدول عرضها حفلات موسيقية في الجمعية المَلَكية الفيلهارمونية (18 مايو عام 1824) وفي ساحة هانوفر (11 يونيو عام 1824 بحضور أفراد من العائلة المالكة) وعروضًا أخرى للعديد من الدوقات الإنجليز.
بين عامي 1822 - 1823، قامت زيمانوفسكا بجولة في العديد من المدن داخل الأراضي الروسية في القرن التاسع عشر، بما في ذلك موسكو وكييف وريغا وسان بطرسبرغ. أدت عرضها في وزارة الحاشية الإمبراطورية وحصلت على لقب عازفة البيانو الأولى. في سان بطرسبرغ، التقت مع يوهان نيبوموك هامل وتشاركا تقديم العروض.
في عام 1824، قدمت ماريا عرضًا للجمعية المَلَكية الفيلهارمونية في لندن (18 مايو)، وفي ساحة هانوفر أمام العائلة المالكة (11 يونيو)، وأيضًا في العديد من المنازل الخاصة لدوقات هاميلتون وكينت ونورثمبرلاند.
أشاد النقاد والجماهير على حد سواء بأدائها بشكل جيد للغاية، ما أكسبها سمعة طيبة بنبرة ناعمة وإحساس غنائي بالبراعة والحرية الأوبرالية. كانت واحدة من أولى عازفات البيانو المتميزات في أوروبا في القرن التاسع عشر وواحدة من أوائل العازفين الذين قدموا ذخيرةً محفوظة في الأماكن العامة، قبل عقد من فرانز ليست وكلارا شومان. بعد سنوات من إقامة الجولات، عادت ماريا إلى وارسو لبعض الوقت قبل أن تنتقل في أوائل عام 1828 أولًا إلى موسكو ثم إلى سانت بطرسبرغ، حيث عملت هناك كعازفة بيانو على بلاط إمبراطورة روسيا ألكسندرا فيودوروفنا.